# Канжанов, Беймбет Кайратович
Беймбет Кайратович Канжанов (каз. Бейімбет Қайратұлы Қанжанов; род. 1 мая 1991 года) — казахстанский самбист, чемпион Азии и мира, обладатель Кубка мира по самбо, серебряный призёр универсиады (2013), заслуженный мастер спорта Республики Казахстан по самбо.

## Биография
Беймбет родился в 1991 году в поселке Аксу-Аюлы Шетского района Карагандинской области. Происходит из подрода Керней рода Каракесек племени Аргын.

## Карьера
Начал тренироваться под руководством своего отца в 2001 году в школе «Жас Сункар».
В 2011 году становится чемпионом Азии (Ташкент) и чемпионом мира (Рига) среди молодежи.
В 2012 году выигрывает Кубок мира среди студентов в Казани.
В июне 2013 года становится чемпионом Азии в Сеуле.
На Универсиаде 2013 года в Казани стал серебряным призёром.
Чемпион Казахстана 2014 года.
Победитель Кубка мира 2015 года.
На чемпионате мира 2015 года в Касабланке победил в категории до 52 кг.

## Служба
Беймбет является полицейским, служит участковым инспектором ОВД Осакаровского района Карагандинской области.